# George Allen (político)
George Felix Allen (Whittier, 8 de março de 1952) é um advogado e político estadunidense. Membro do Partido Republicano (Estados Unidos), foi governador da Virgínia de 1994 a 1998 e senador pelo mesmo estado de 2001 a 2007, deixando o cargo após ser derrotado pelo democrata Jim Webb. Posteriormente, candidatou-se novamente a senador em 2012, sendo derrotado pelo democrata Tim Kaine.